# Morello
 Denne artikel bør gennemlæses af en person med fagkendskab for at sikre den faglige korrekthed.

Morello er en kultivar af mørkerøde surkirsebær, dvs kopier af et individuelt træ som propageres ved podning.
På dansk findes også begrebet "moreller"; det virker sandsynligt at dette oprindeligt har henvist til kultivaren "Morello", eller eventuelt fra surkirsebærs alternative navn "skyggemorel". Dog hersker der tilsyneladende stor forvirring blandt lægmænd over hvad det danske begreb "moreller" dækker over, for eksempel nogle kalder sødkirsebær for moreller, og andre kalder gule kirsebær for moreller. Tilsyneladende har betegnelsen "moreller" ikke nogen veldefineret mening blandt professionelle i faget.